# Hip to My Heart
«Hip to My Heart» (En español: Cadera de mi corazón) es un sencillo de debut coescrita y grabada por The Band Perry, un grupo de música country estadounidense. Fue lanzado en noviembre de 2009 como el primer sencillo del álbum The Band Perry. La canción alcanzó un posición de No. 20 en la lista de singles de country a principios de 2010. Fue por Kimberly Perry, Neil Perry, Reid Perry y Brett Beavers.
El video musical estrenado en VEVO el 2 de marzo de 2010 y fue dirigido por Trey Fanjoy.

## Rendimiento en las listas
«Hip to My Heart» debutó en el puesto número 52 en el Billboard Hot Country Songs posición en fecha el 11 de noviembre de 2009. La canción era un menor Top 20 hit, alcanzando el puesto # 20 en abril de 2010.
| Listas (2009–2010)                          | Mejor posición |
| ------------------------------------------- | -------------- |
| US Billboard Bubbling Under Hot 100 Singles | 1              |
| Estados Unidos (Hot Country Songs)          | 20             |